# 超流動

He IIは、容器の壁を「よじ登る」ことで内側の容器の中外における水平面の高さを共通に保とうとする。しばらく経つと内側の容器における水面は外側の容器における水面と等しい高さになる。このときローリン膜 (:en:Rollin film) が外側の容器の内壁を覆っている。外側の容器が密封されていないとHe IIは外に漏れてしまう。

超流動（ちょうりゅうどう、英: superfluidity）とは、極低温において液体ヘリウムの流動性が高まり、容器の壁面をつたって外へ溢れ出たり、原子一個が通れる程度の隙間に浸透したりする現象。量子効果が巨視的に現れたものである。1937年、ヘリウム4(4He)が超流動性を示すことをピョートル・カピッツァが発見した。また、ボース＝アインシュタイン凝縮の時にも起こる。

## 液体ヘリウム4の超流動
ヘリウム4は、零点振動の効果により低温で液化しても、絶対零度に到るまで液体のままで存在する。つまり、固体にはならない。そして、2.17 K で比熱の跳びがあり、二次の相転移を起こし超流動の状態となる。この転移温度のことを比熱の跳びの形からλ点という。
超流動状態では、ヘリウム4は粘性が0の状態（He II相）になっており、壁を登っていったり、原子一個が通れる隙間さえあればそこから漏れ出す。ただ、有限温度の領域では常流体（普通の液体としての性質を示す：He I相）と超流体（粘性ゼロ：He II相）が共存している（→二流体理論）。超流体の状態では、ボース粒子であるヘリウム4がボース凝縮している。
超流体部分がボース凝縮しているのではないかということは、1938年、フリッツ・ロンドンによって最初に指摘された。ロンドンは、ヘリウム4原子を理想ボース気体とみなして、超流動の転移温度をボース凝縮温度とし、その理論値3.13Kを導いた。この値は実験観測値2.17Kに近い値と言える。値のずれは、超流動状態にあるヘリウム4は液体状態であり、理想ボース気体とは異なる状態であること、ヘリウム原子間の相互作用、原子同士が接近したときに働く強い斥力の影響などによる。理想ボース気体では、粒子間の相互作用を考慮していないが、その後、相互作用のある場合への理論的な拡張が行われている。ただ、理想ボース気体でのボース凝縮状態への相転移は三次の相転移であるが、ヘリウム4（ヘリウム3も同様）の超流動への転移は二次の相転移である。この部分に対する理論面からの解釈はまだ十分なされていない。
また、超流動状態では非常に高い熱の伝導性を示す。これは、熱源に対してヘリウム4のうちの超流動成分が近づくように、常流動成分が遠ざかるように運動するためである（一種の対流であると言える）。この高い熱伝導性により、超流動ヘリウムは全体が熱的に非常に均一になっている。

## 液体ヘリウム3の超流動
ヘリウム3(3He)は、ヘリウム4と異なりフェルミ粒子である（1/2の核スピンを持つ）ので、1972年、オシェロフ、リチャードソン、リー等が発見するまで超流動現象は観測されなかった。
ヘリウム3での超流動へ転移する温度は、34気圧で2.6mK（ミリケルビン）、0気圧でおよそ1mKと、ヘリウム4と比べて非常に低い。これは、ヘリウム3がフェルミ粒子で、そのままでは凝縮状態とならないためである。ヘリウム3が超流動になるためには、超伝導の場合と同様に2個のヘリウム3が対（ペア：この場合もクーパーペア（クーパー対）ということがある）を成して対凝縮する必要がある。ただ超伝導の場合と異なるのは、通常のBCS理論の枠内の超伝導では、電子対がs波一重項 (L=0, S=0) なのに対し、ヘリウム3の対はp波三重項 (L=1, S=1) となっている。ヘリウム3の対を形成する駆動力（従来型の超伝導におけるフォノンに相当）は、スピンのゆらぎと思われている。
なお、ヘリウム3の超流動機構は、超伝導（BCS理論）ほどには理論面での詳細な解明がなされていない。

## 歴史
ヘリウム4の粘性が極低温で消失することは1937年にカピッツァおよび独立に John F. Allen & Don Misenerによって実験的に確認された。その後すぐにフリッツ・ロンドンはこの現象がボース＝アインシュタイン凝縮の現れであると指摘した。1941年にレフ・ランダウは流体の素励起のスペクトルに基づいて超流動の理論を構築し、1940年にLászló Tiszaによって提案された超流動の二流体モデルの理論的基礎を与えた。ニコライ・ボゴリューボフは1947年に相互作用のあるボース気体について論じている。オリバー・ペンローズは非対角長距離秩序という概念を1951年に導入した。

## 関連文献
- 坪田誠, 笠松健一, 小林未知数, 竹内宏光『量子流体力学』丸善出版、2018年。ISBN 9784621302477。国立国会図書館書誌ID:028750117。
  - 川口由紀「《著書紹介》量子流体力学」『日本物理学会誌』第74巻第3号、日本物理学会、2019年、177-178頁、doi:10.11316/butsuri.74.3_177_2　。